# Dendropsophus rhodopeplus
Dendropsophus rhodopeplus är en groddjursart som först beskrevs av Günther 1858.  Dendropsophus rhodopeplus ingår i släktet Dendropsophus och familjen lövgrodor. IUCN kategoriserar arten globalt som livskraftig. Inga underarter finns listade i Catalogue of Life.